# Philipp Schwartzkopf
Philipp Schwartzkopf (ur. 21 października 1858 w Magdeburgu, zm. 30 maja 1914) – niemiecki polityk.

## Życiorys
Uzyskał stopień doktora praw. Został tajnym radcą rządowym w pruskim Ministerstwie Kultury. Był tam zastępcą przewodniczącego Pruskiej Komisji Osiedleńczej. Do 1911 był podsekretarzem stanu i naczelnikiem wydziału w Ministerstwie Oświaty. Uchodził za konserwatystę, podczas pracy działał na rzecz szkół ludowych. Od 1911 do 1914 był nadprezydentem prowincji poznańskiej. Swoim względnie łagodnym postępowaniem zyskał życzliwość sfer polskich oraz dezaprobatę obozu hakatystycznego.
Był posiadaczem dóbr ziemskich Zborowo. Według doniesień prasowych zmarł na atak serca podczas polowania w majątku magnata polskiego pod Chobienicami. Zgodnie ze źródłami niemieckimi zmarł na Zamku Konbrutz.